# Gheghie, Bihor

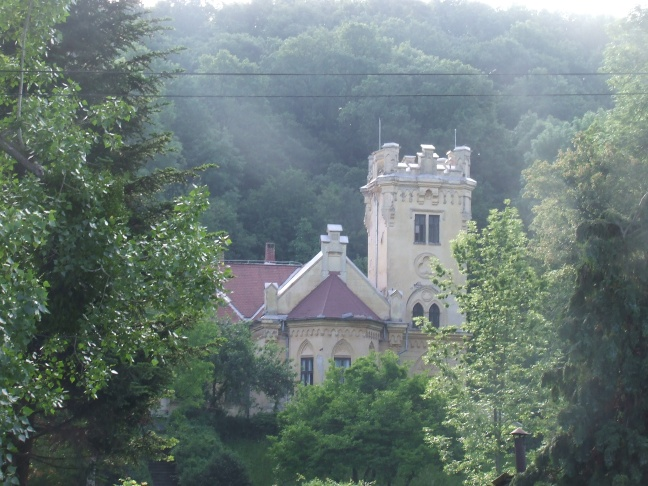
Castelul din Gheghie

Gheghie (maghiară Körösgégény) este un sat în comuna Aușeu din județul Bihor, Crișana, România.

## Numele
Numele localității ar proveni din îndemnul cailor "ghe,ghe,...ghi" la traversarea unui loc șerpuit și mlăștinos, de către moții care transportau lemn din Munții Apuseni spre Oradea și localitățile din Câmpia Tisei.

## Obiective turistice

### Castelul Zichy
Castelul de la Gheghie a fost ridicat de un grof din familia de nobili maghiari Zichy. Următorul proprietar a fost un întreprinzător din Muntenia, boierul Mateescu. După moartea acestuia, castelul din Bihor a fost naționalizat de regimul comunist, iar clădirea a rămas o vreme în paragină, parcul cu castani din juru-i devenind inutilizabil. Din 1956, castelul  funcționează ca sanatoriu pentru bolnavii de TBC. În prezent se  soluționează cererea de revendicare a urmașilor ultimului proprietar.

### Biserica de lemn din Gheghie
Biserica de lemn din Gheghie a fost ridicată probabil în secolul XVIII și conform tradiției, a fost adusă din satul vecin Luncșoara.